# Lucien Lazare
Lucien Lazare, född 24 november 1924 i Strasbourg, är en fransk historiker och författare, specialiserad på Förintelsen.